# Chosen
Chosen (hebrejsky חֹסֶן, v oficiálním přepisu do angličtiny Hosen) je vesnice typu mošav v Izraeli, v Severním distriktu, v Oblastní radě Ma'ale Josef.

## Geografie
Leží v nadmořské výšce 466 metrů, v hornaté oblasti v centrální části Horní Galileji, cca 20 kilometrů od břehů Středozemního moře a 8 kilometrů od libanonských hranic. Vesnicí protéká vádí Nachal Peki'in, do kterého tu od jihu od vrchu Har Eškar přitéká vádí Nachal Eškar. Po proudu, severozápadně od mošavu, plní Nachal Peki'in umělou vodní nádrž Agam Montfort.
Obec se nachází cca 2 kilometry jihovýchodně od města Ma'alot-Taršicha, cca 112 kilometrů severovýchodně od centra Tel Avivu a cca 35 kilometrů severovýchodně od centra Haify. Chosen obývají Židé, přičemž osídlení v tomto regionu je etnicky smíšené. Převážně židovská je oblast západně odtud, směrem k pobřeží. Jižně a jihovýchodně od mošavu leží region s vyšším zastoupením izraelských Arabů a Drúzů.
Chosen je na dopravní síť napojen pomocí dálnice číslo 89, ke které tu k jihovýchodu odbočuje lokální silnice číslo 864.

## Dějiny
Chosen byl založen v roce 1949. Zakladateli vesnice byli členové organizací Ecel a Cherut. Původní název obce zněl Nachlat Šlome (נחלת שלמה) podle Šlomo Ben Josefa, který byl popraven v roce 1938 britskými mandátními úřady pro povstaleckou a teroristickou činnost.
Mošav vznikl na pozemcích zaniklé arabské vesnice Suhmata, která stávala do války za nezávislost v roce 1948 cca 1 kilometr severně od stávající osady. Během války byla tato oblast na podzim 1948 v rámci Operace Hiram ovládnuta židovskými silami a arabské osídlení zde skončilo. Zástavba pak byla zbořena. Podrobněji o této zaniklé arabské vesnici v článku Curi'el.
V prostoru mošavu Chosen byly odkryty zbytky kostela z byzantského období.
V obci fungují zařízení předškolní péče. Základní škola je ve vesnici Me'ona. K dispozici je tu obchod, sportovní areály a společenské centrum. V roce 1999 vznikla na jihozápadní straně stávajícího mošavu nová čtvrť, určena pro nezemědělské rezidenční bydlení.

## Demografie
Obyvatelstvo mošavu Chosen je sekulární. Podle údajů z roku 2014 tvořili naprostou většinu obyvatel v Chosen Židé (včetně statistické kategorie "ostatní", která zahrnuje nearabské obyvatele židovského původu ale bez formální příslušnosti k židovskému náboženství).
Jde o menší sídlo vesnického typu s dlouhodobě rostoucí populací. K 31. prosinci 2014 zde žilo 943 lidí. Během roku 2014 populace stoupla o 0,4 %.
| Rok            | 1961 | 1972 | 1983 | 1995 | 2001 | 2003 | 2004 | 2005 | 2006 | 2007 | 2008 | 2009 | 2010 | 2011 | 2012 | 2013 | 2014 |
| -------------- | ---- | ---- | ---- | ---- | ---- | ---- | ---- | ---- | ---- | ---- | ---- | ---- | ---- | ---- | ---- | ---- | ---- |
| Počet obyvatel | 187  | 242  | 297  | 335  | 504  | 609  | 657  | 698  | 724  | 752  | 765  | 824  | 863  | 882  | 904  | 939  | 943  |